# Ola Hansson
Ola Hansson (ur. 12 listopada 1860, zm. 26 września 1925) – szwedzki poeta, pisarz i krytyk literacki. Przedstawiciel dekadentyzmu. Przez Stanisława Przybyszewskiego był nieoficjalnie zaliczany do grona tzw. poetów przeklętych. Dawna sława Hanssona nie przetrwała do czasów dzisiejszych; współcześnie jego dorobek popadł w niemal całkowite zapomnienie.

## Twórczość
Debiutanckie wiersze Hanssona gloryfikowały ludowe tradycje i piękno przyrody rodzinnej prowincji Skania, na południu Szwecji. Ponieważ utwory te nie miały wiele wspólnego ze święcącym wówczas tryumfy realizmem, więc nie zyskały zbytniej przychylności krytyków ani czytelników. Wkrótce jednak zafascynował poetę, zyskujący coraz większą popularność, dekadentyzm. W jego duchu Hansson opublikował zbiór śmiałych erotyków, Sensitiva Amorosa (1887). Wkrótce po tej publikacji autora oskarżono o obrazę moralności, w związku z czym zmuszony był opuścić ojczyznę. Zamieszkiwał kolejno: w Szwajcarii, Niemczech i Turcji, gdzie zmarł. W czasie pobytu na emigracji swoje utwory pisał w języku niemieckim, duńskim i norweskim; napisana po niemiecku Fatalistische Geschichte (Tragiczna historia, 1890) ukazała się w tym samym roku, co jej odautorskie tłumaczenie na duński, Skæbnenoveller. Podobnie jak mnóstwo dzieł epoki modernizmu, również poezja Hanssona silnie inspirowana była filozofią Fryderyka Nietzschego i Arthura Schopenhauera oraz literaturą Augusta Strindberga i Georga Brandesa.
Częstokroć wypowiadał się również na temat fenomenu geniuszu poetyckiego, sztuki modernistycznej oraz rodzącego się kultu poetów przeklętych takich jak: Charles Baudelaire czy Edgar Allan Poe. O tym drugim powiedział kiedyś: „Jak większość królów wiedzy, jest w jednej osobie podwójnym pniem geniuszu i obłąkania”. Z kolei o Wsiewołodzie Garszynie mówił: „Był jednym ze szlacheckich dzieci ludzkości, wystającym ponad wszystkich jako zjawisko patologiczne”.
Poezja Hanssona charakteryzowała się typowymi dla nadchodzącej epoki fascynacjami dewiacjami, wybujałym erotyzmem łączącym w postaci skrajnej piękno z brzydotą, myśl o śmierci z pędem życiowym, hedonizm z idealizmem. Bohater tych wierszy to typowy nadczłowiek, artysta hołdujący swojemu szaleństwu, outsider skłócony ze społeczeństwem i życiem.
W Niemczech Ola Hansson zyskał dość duży rozgłos, głównie dzięki pomocy swojej żony, również pisarki, Laury Marholm.

### Publikacje
- Dikter (Poezje, 1884),
- Notturno (Nokturny, 1885),
- Sensitiva Amorosa (1887).
- Fatalistische geschichten (Tragiczna historia, 1890),
- Ung Ofegs visor (1892),
- Im Huldrebann (1895),
- Meervögel (1895),
- Der Weg zum Leben (1896),
- Der Schutzengel (1896).